# Scopelosaurus argenteus
Scopelosaurus argenteus — вид авлопоподібних риб родини Notosudidae. Це морський, бентопелагічний вид, що поширений у субтропічних водах Атлантичного океану біля берегів Африки, Португалії та Америки на глибині до 500 м. Тіло завдожки до 21,6 см. Живиться різними видами планктону.